# マーティン (楽器メーカー)
マーティン (Martin、C.F.Martin & Co., Inc.) 社は、アメリカのギター・マンドリン・ウクレレメーカー。アコースティックギターのトップ・ブランドとして知られる。1970年代に当時の日本の輸入代理店であった東海楽器のカタログ表記では「マーティン」と表記されているが、「マーチン」と表記されることもある。
ハンク・ウイリアムス、エルヴィス・プレスリー、ジョニー・キャッシュ、クラレンス・ホワイト、ポール・サイモン、ポール・マッカートニー、エリック・クラプトン、ボブ・ディラン、ジョニ・ミッチェル、ジミー・ペイジ、クロスビー・スティルス&ナッシュ、ニール・ヤングなど、列挙にいとまがないほど世界中のミュージシャンに愛用されてきた。
日本でも1950年代後半頃から駐留米軍関係者が持ち込んだ楽器が出回り始め、やがて一部楽器店が取扱いを開始。かまやつひろしは同社のアコースティックギターD-28を1960年代前半には入手していた。1960年代中頃からのフォークブームを機に多くのフォークシンガーやギタリストから愛用されるようになる。スタジオミュージシャンの石川鷹彦は1966年製のD-18を、森山良子は1970年製の00-45Sを共に使用。

元ガロの堀内護(MARK)と日高富明(TOMMY)、ザ・フォーク・クルセダースやサディスティックミカバンド等で活躍した加藤和彦、石川鷹彦らは、日本で最初にD-45を持ったミュージシャンとも言われている。
1971年から東海楽器が日本の正規輸入代理店となり1984年の同社会社更生法申請まで継続。
1989年以降、黒澤楽器店が正規輸入代理店となり2020年現在も輸入・販売を継続している。

## 概要

### 創業

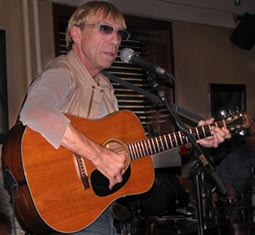
Martin D-18 modell, 1979
(Artist : Jahn Teigen)
Foto: Profero 2002

創業者はドイツ人のクリスチャン・フレデリック・マーティン(Christian Frederick Martin：1796年-1867年)。代々家具職人の家に生まれた彼は、15歳の時、当時ウィーンで有名だったギター製作家、ヨハン・シュタウファーに弟子入りした。たちまちギター職人として頭角を現したマーティンは、生まれ故郷でギター製作を始めようとしたが、職人ギルドとの関係がこじれて自由な製作活動ができなかった。
1833年、マーティンは、ギター製作のためにドイツからアメリカへの移住を決意。ニューヨークで楽器店を開き、同時にギター製作も始めた。ニューヨークでの事業は決して楽なものではなく、物々交換が横行するなど安定した事業展開は望むべくもなかった。1838年にはペンシルベニア州ナザレスに移住し、本格的にギター製作を開始した。

### スチール弦ギターの改良
1867年に初代クリスチャン・フレデリックが亡くなった後、かれの息子クリスチャン・フレデリックJRが事業を継いだ。以降、大資本に買収されることなく創業一族による経営が2006年現在（クリスチャン・フレデリック・マーティン4世）まで続いている。
マーティン社は伝統的なデザインの小型ボディーを持つギター を製作する一方で、アメリカ大衆音楽の変化に応じてギターを発展させていった。当時大流行していたカントリー音楽のバンジョー奏者が持ち替えて弾けるよう、ガット弦の代わりにバンジョーと同じスチール弦が張れるよう自社のギターを設計変更し、1920年代から商品化。また現在のスティール弦アコースティックギター（フラットトップギター）のほぼすべてに使われているXブレーシングによる表板の補強も、マーティン社の発明と言われている。その後00（ダブルオー）、000（トリプルオー）、D（ドレッドノート）と、音量を大きくするためにボディサイズを大きくしたモデルを相次いで発表。なかでもドレッドノート タイプは第二次大戦後に大人気となり、現在のアコースティックギターの基礎となった。
なお、戦前に40本製造されたいわゆる“オリジナルOM-45”や91本だけ製造されたいわゆる“プリウォーD-45”モデルは、当時のフラッグシップモデルであることに加え多く生産されなかったため、ヴィンテージギターとしては極めて希少価値の高いものである。

### 経営の盛衰
需要に応じて1900年頃からマンドリンを、ハワイアンミュージックブーム で1920年頃からウクレレを量産開始 したが流行の変化で販売量が低下し製造を中止。
1929年からの世界恐慌を端緒とする長引く不景気で1930年にはギターを4474本製造していたのが1933年には2494本と生産量が激減してしまい、労働時間の週3日への短縮、他社のヴァイオリンの部品や玩具の製造等で苦境を乗り切った。
第二次世界大戦後、アメリカにおけるカントリーミュージックやフォークソングの大流行に支えられて順調にアコースティックギターの生産量は増加し、1970年には22,637本 を製造するが音楽の流行の変化で楽器の人気がエレクトリックギターに移り、やがてシンセサイザーが大流行。アコースティックギターの生産量は急速に減少し、1981年には6,174本 に留まった。マーティンでも人員削減が実施され、同業のライバルであるギブソンは1894年の創業から継続してきたアコーティックギターの生産を1984年に一旦中断してしまう。

### アンプラグド・ブームで再浮上
1989年に放送開始したMTVのテレビ番組MTVアンプラグドのヒットなどにより、アコースティックギターの人気が再上昇。1994年には16,473本 を製造し、急激に業績が回復した。需要が増えるとマーティン社は新たに積極的な商品戦略を展開。過去には一切発売されなかったエリック・クラプトンモデル（000-28EC）などのアーティスト・シグネチャーモデルや戦前モデルの仕様を復活させたヴィンテージシリーズ（HD-28Vなど）、コレクター向きの超高級モデル（D-100 Deluxeなど）、希少材を使用した過去モデルの復刻版（D-28 Authentic 1937など）などを販売している。

### 近代化と商品ラインナップの拡大
創業以来、職人の手作業による楽器製造を行って来たが1990年代から機械化がすすめられ、部品切削用のNCルーター、接着保持用のバキュームクランプ、レーザー彫刻機などの自動工作機械を導入し、伝統的な手作業と機械加工で作業を分担して生産効率を向上する近代化が進められた。
また、従来マーティンでは製造して来なかった初心者にも入手しやすい廉価モデル（1シリーズやROADシリーズなど)を開発、従来の本社・工場の他にメキシコ工場を開設して持ち運びしやすい小型モデル（バックパッカーシリーズ）や廉価版のウクレレ等の製造を開始した。楽器用の木材が僅少になる中でハイプレッシャーラミネートと称する新素材を開発、高級品のラインナップにもエレクトリックアコースティックギターを加えるなど2020年現在盛業中である。